# William Kamkwamba

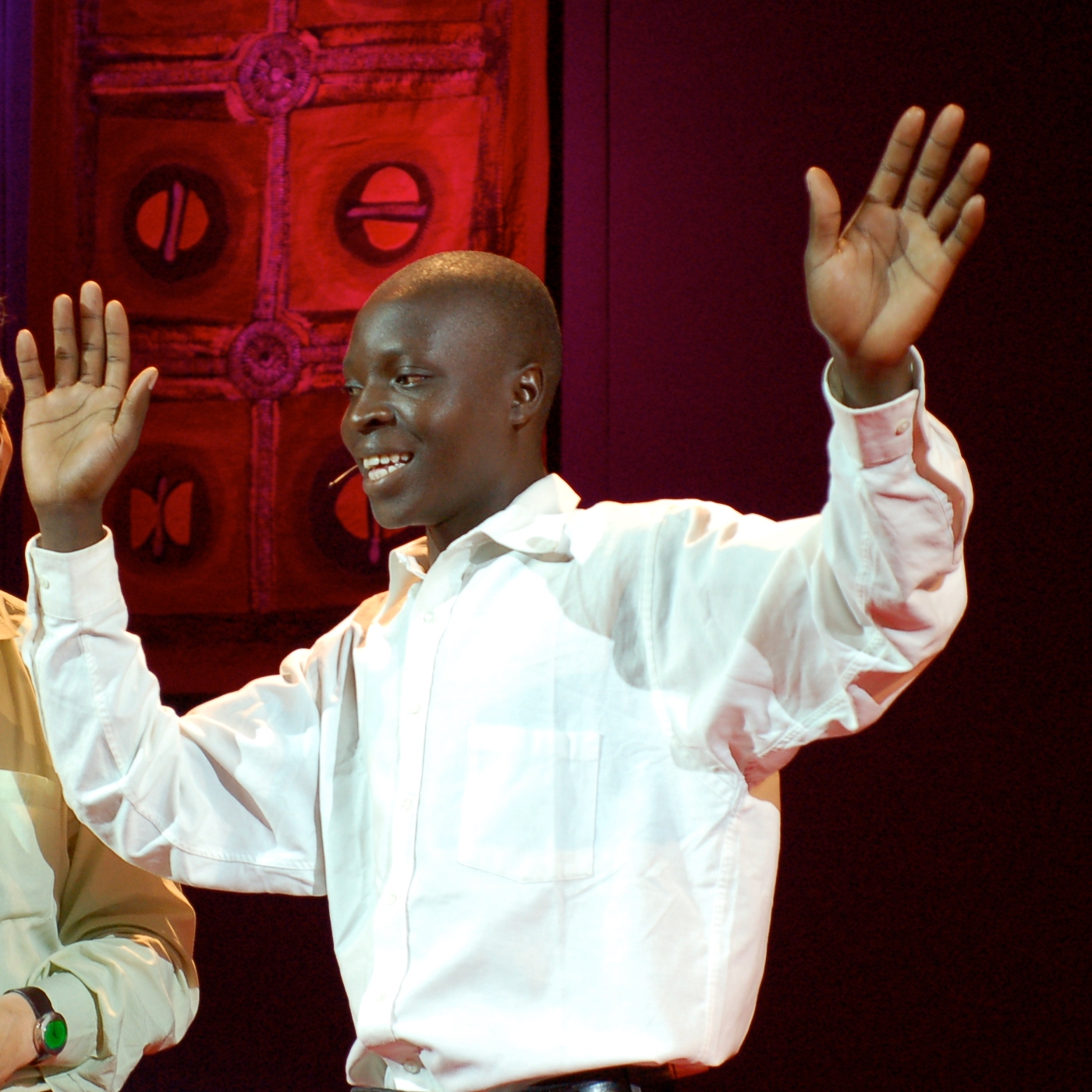
William Kamkwamba (2007)

William Trywell Kamkwamba (* 5. August 1987) ist ein malawischer Erfinder, Umweltwissenschaftler und Schriftsteller.
Er wurde in seinem Heimatland berühmt, als er 2001 in Masitala eine Windmühle aus Blauem Eukalyptus, Fahrradteilen und Material vom örtlichen Schrottplatz baute, um einige elektrische Geräte im Haus seiner Familie anzutreiben. Seitdem hat er eine Wasserpumpe, die sein Dorf zum ersten Mal mit Trinkwasser versorgt, und zwei weitere Windmühlen, die höchste ist elf Meter hoch, gebaut; zwei weitere sind geplant, einschließlich einer in Lilongwe.
Seine Geschichte wird in dem Buch The Boy Who Harnessed the Wind erzählt (Deutsche Ausgabe: Der Junge, der den Wind einfing: Eine afrikanische Heldengeschichte), das er zusammen mit dem Journalisten Bryan Mealer geschrieben hat und das 2010 mit der Corine ausgezeichnet wurde. Der gleichnamige Film mit Chiwetel Ejiofor basiert ebenfalls auf der Geschichte Kamkwambas.

## Leben
Als er die Schule unterbrechen musste, weil seine Familie das Schulgeld (≈ 80 US-$) nicht bezahlen konnte, bildete er sich selbst weiter, indem er die Dorfbücherei besuchte. Dort entdeckte er das Buch Using Energy (Energie benutzen) und sah darin das Bild und die Erklärung einer Windmühle.

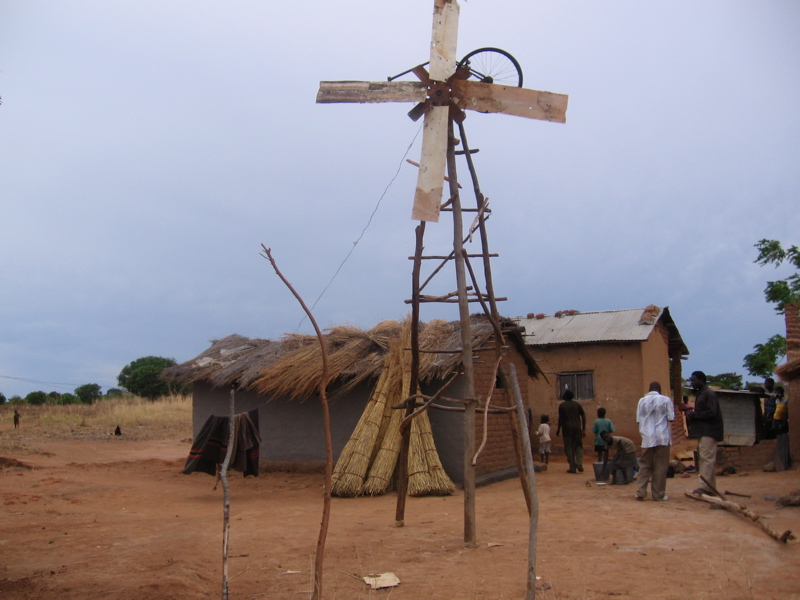
Die erste Windmühle

Er hat am Maker Faire Africa (Erfindermesse Afrika), dem ersten Ereignis, das diese besondere Art des Einfallsreichtums feiert, in Ghana im August 2009 teilgenommen.
Dank eines Stipendiums konnte er ab 2009 bis Juni 2010 die African Leadership Academy (ALA) in Johannesburg, Südafrika, besuchen.
Dies diente ihm als Vorbereitung für ein Studium in den USA.
2014 schloss er sein Studium am Dartmouth College in Hanover, New Hampshire, mit einem Bachelor of Arts in Umweltstudien ab.

## Internationale Berühmtheit

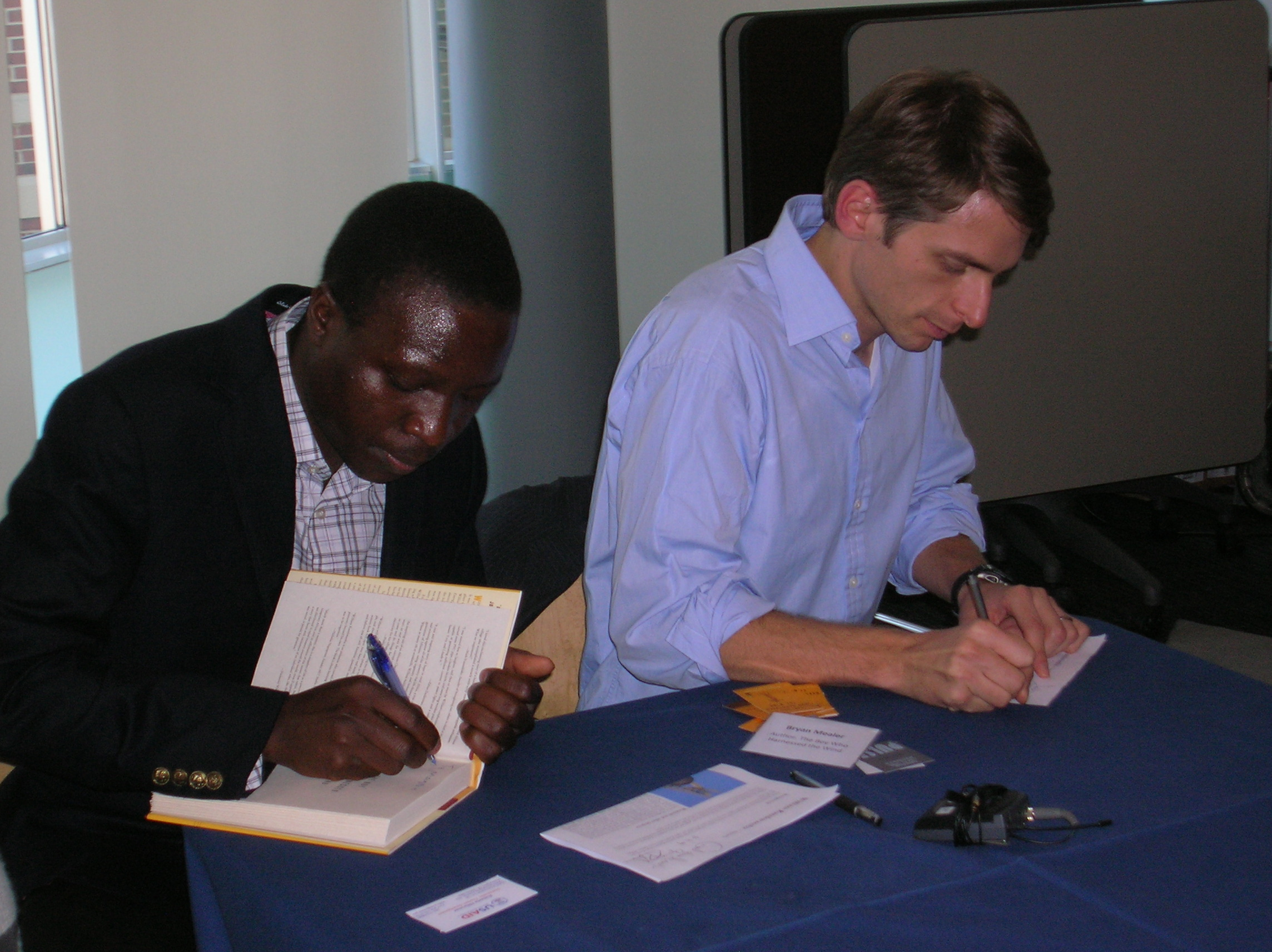
Kamkwamba und Mealer bei einer Buchsignierstunde

Als die Zeitung Daily Times in Blantyre im November 2006 einen Artikel über Kamkwambas Windmühlen schrieb, breitete sich die Geschichte über die Blogosphäre aus und der Direktor der TED, Emeka Okafor, lud Kamkwamba ein, bei der TEDGlobal 2007 in Arusha, Tansania als Gast zu sprechen. Sein Vortrag beeindruckte die Versammlung, und mehrere Risikokapitalinvestoren in der Konferenz versprachen, ihm seine weiterführende Ausbildung zu finanzieren. Über seine Geschichte berichtete Sarah Childress vom Wall Street Journal. Er schrieb sich als Student am African Bible College Christian Academy (Afrikanisches Bibel-College, Christliche Akademie) in Lilongwe ein.
Neben anderen Auftritten wurde Kamkwamba am 7. Oktober 2009 in der Daily Show sowie auch von der Webseite Reddit interviewt.

## Werke
- William Kamkwamba, Bryan Mealer: Der Junge, der den Wind einfing. Eine afrikanische Heldengeschichte. Irisiana-Verlag, München 2010, ISBN 978-3-424-15043-8.